# Stung Atay
Stung Atay ist eine seit 2008 in Bau befindliche Talsperre am Fluss Atay in den Kardamom-Bergen, Bezirk Veal Veang, Provinz Pursat in Kambodscha.
Am Nachmittag des Samstags 1. Dezember 2012 brach nach heftigen Regenfällen der Tunnelstollen eines Auslassbauwerks der Staumauer und verursachte eine Flutwelle, bei der vermutlich vier Arbeiter ertranken (sie waren zunächst vermisst) und sieben verletzt wurden, davon vier schwer.
Das gesamte Reservoir entleerte sich dabei.
An der Talsperre, einer Gewichtsstaumauer, wird ein Kraftwerk mit vier Turbinen gebaut, die 4×25 MW = 100 MW leisten sollen. Es soll der Elektrizitätsversorgung Kambodschas dienen. Die Bauarbeiten sollten 2012 beendet werden, sie wurden nach dem Unfall angehalten. Die Talsperre wird von der chinesischen Datang Corporation gebaut. Die Baukosten betragen etwa 255 Millionen Dollar. Der Atay ist ein Zufluss des Stung Ruxeg Chrum.